# Gaugino
In der Elementarteilchenphysik sind Gauginos die hypothetischen fermionischen Superpartner bosonischer Eichfelder (englisch gauge bosons).

## Übersicht
Die folgende Tabelle listet die Eichfelder des Standardmodells (SM) und ihre Superpartner entsprechend der minimalen supersymmetrischen Erweiterung des Standardmodells (MSSM) – vor Brechung der elektroschwachen und der Supersymmetrie. Weiter ist (über SM und MSSM hinausgehend) das hypothetische Graviton als Austauschteilchen der Gravitation mit seinem Superpartner angegeben:
| Gaugino                                                                     | Spin | Eichgruppe                | Ladung der Eichgruppe | Partnerfeld im SM              | Anzahl |
| --------------------------------------------------------------------------- | ---- | ------------------------- | --------------------- | ------------------------------ | ------ |
| Bino {\displaystyle {{\tilde {B}}^{0}}}                                     | 1/2  | {\displaystyle U(1)}      | schwache Hyperladung  | B                              | 1      |
| Wino {\displaystyle {\tilde {W}}^{0},{\tilde {W}}^{1},{\tilde {W}}^{2}\!\,} | 1/2  | {\displaystyle SU(2)_{L}} | schwacher Isospin     | W0,W1,W2                       | 3      |
| Gluino {\displaystyle {\tilde {g}}}                                         | 1/2  | {\displaystyle SU(3)}     | Farbladung            | Gluon {\displaystyle g\!\,}    | 8      |
| Gravitino {\displaystyle {\tilde {G}}}                                      | 3/2  |                           | Masse                 | Graviton {\displaystyle G\!\,} | 1      |

## Mischungen
Gauginos mischen in anderer Weise als die bosonischen Eichfelder des Standardmodells zu Masseneigenzuständen:
- Die Eichbosonen mischen mit den Goldstonebosonen zu den bekannten Elementarteilchen W+- und W−-Boson, Z-Boson und Photon.
- Die Gauginos dagegen mischen mit den Higgsinos zu den elektrisch geladenen Charginos und den elektrisch neutralen Neutralinos – erst diese erscheinen in der Theorie als beobachtbare, 'physikalische' Teilchen.

Die gelegentlich verwendeten Begriffe Photino und Zino beziehen sich auf formale Felder, die aus dem Bino und dem neutralen Wino mit denselben Koeffizienten gemischt sind, mit denen das Photon und das Z-Boson aus B und W0 hervorgehen, siehe Neutralino und Weinbergwinkel.
Eine Zuordnung der Charginos und Neutralinos als Superpartner zu den B-, W- und Z-Bosonen sowie zum Photon ist im Allgemeinen nicht sinnvoll möglich, weshalb der Begriff Gaugino sich normalerweise nur auf die Wechselwirkungsdarstellung, d. h. die Felder, bezieht.